# Obra-3

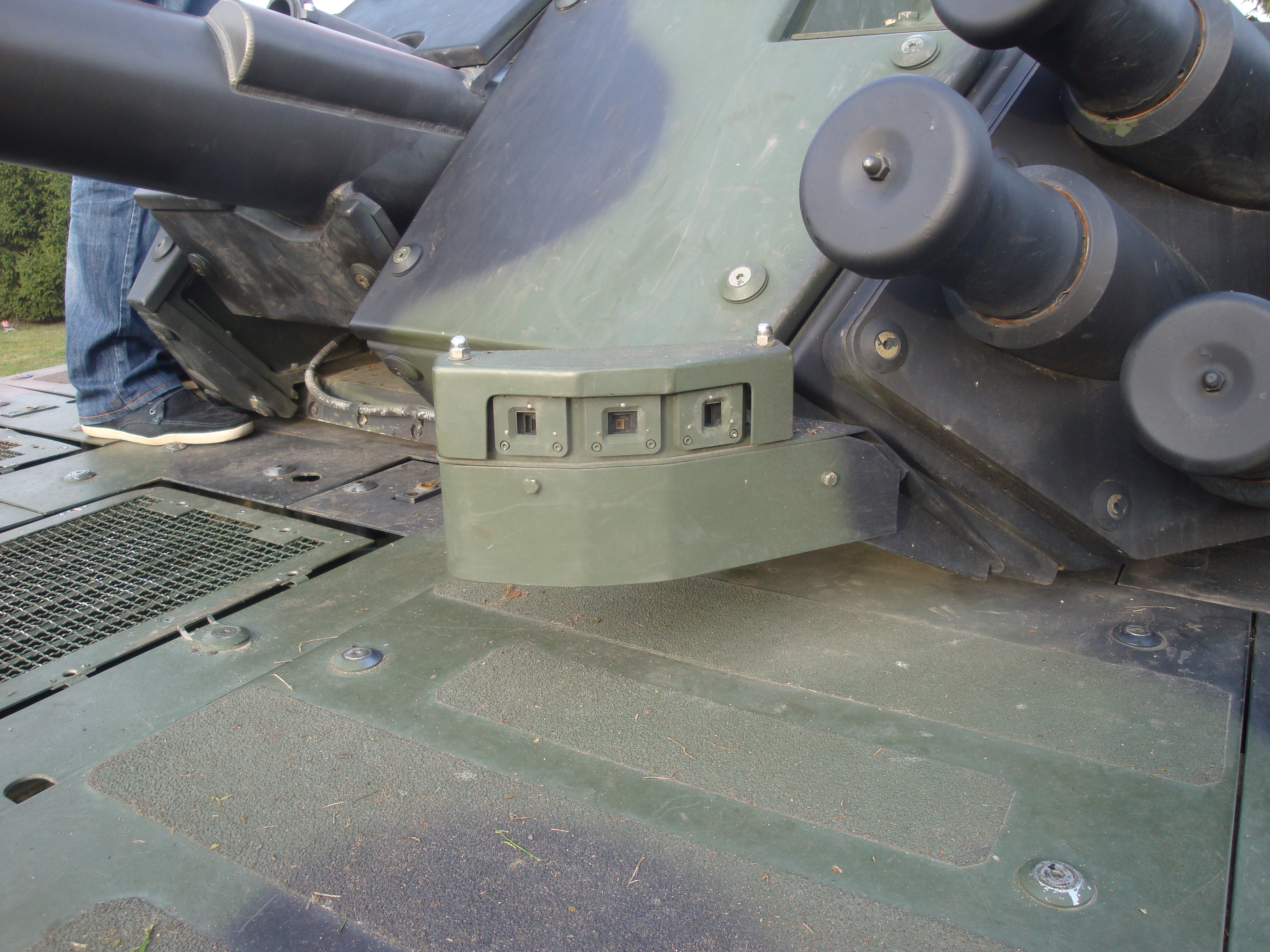
jedna z głowic wykrywających systemu Obra-3 oraz wyrzutnia granatów dymnych (fragment) na KTO Rosomak

Obra-3 – system samoosłony pojazdu lub obiektu wojskowego, wykrywający opromieniowanie laserem z dalmierza lub laserem naprowadzającym pocisk rakietowy. System opracowany został w Bumar PCO i jest stosowany na pojazdach KTO Rosomak, Anders, PT-91 Twardy i BWP Borsuk.
W skład systemu wchodzi 4 do 8 głowic detekcyjnych, 1 lub 2 pulpity operatora oraz blok elektroniki. System jest podłączany do wyrzutni granatów dymnych. Może stawiać zasłonę dymną w trybie automatycznym, półautomatycznym lub ręcznym. Obra-3 zapewnia wykrycie promieniowania w zakresie długości fali od 0,6 μm do 11 μm, wskazuje aktualny kierunek opromieniowania (sygnalizacja optyczna i akustyczna), rodzaj wiązki, czas od początku opromieniowania. System rozpoznaje odbity promień lasera z własnego dalmierza pojazdu, aby unikać fałszywych alarmów.  